# Brandis
Brandis è una città di 9 676 abitanti della Sassonia, in Germania.

Appartiene al circondario (Landkreis) di Lipsia (targa L).